# Bossiaea preissii
Bossiaea preissii är en ärtväxtart som beskrevs av Meissner. Bossiaea preissii ingår i släktet Bossiaea och familjen ärtväxter. Inga underarter finns listade i Catalogue of Life.